# 第一次国際連合ソマリア活動
第一次国際連合ソマリア活動（だいいちじこくさいれんごうソマリアかつどう (United Nations Operation in Somalia I,UNOSOM I）はソマリアに展開した国際連合平和維持活動。1992年4月24日の国際連合安全保障理事会決議751に基づき設立された。ソマリア内戦の収拾を目指したものであったが、機能が不十分であり1993年3月に第二次国際連合ソマリア活動(UNOSOM II)に拡大改編された。

## 概要
ソマリア内戦は1991年に入り、統一ソマリ会議(USC)によりモガディシオ制圧、モハメド・シアド・バーレ大統領の亡命に至った。しかし、11月にはUSC内でも対立が深まり、内戦が激化することとなった。内戦と経済疲弊により、1991年時点で30万人の死者を出し、150万人が危機的な状況にあると推測された。これを憂慮した国際社会は調停を試み、モハメッド・ファッラ・アイディード将軍派以外からは停戦の合意を得ることができた。1992年1月23日に国際連合安全保障理事会決議733が採択され、戦闘停止と武器の禁輸が求められた。3月3日に全勢力間の停戦合意が得られ、それと同時に停戦監視団の派遣が要請された。4月24日に決議751が採択され、国際連合ソマリア活動(United Nations Operation in Somalia,UNOSOM）が設立されることとなった。決議751では人道支援の実施のほか、停戦監視要員50名が派遣され、準備できしだい治安維持部隊の派遣が求められた。ソマリア国内の受け入れ合意は1992年6月に出され、7月より部隊の現地展開が開始された。
しかし、UNOSOMの活動は展開が遅れたのみならず、各勢力の非協力や武装強盗団が活動する劣悪な治安状況により、十分な活動が行えなかった。このため、国際連合事務総長の報告に応じ、治安維持部隊3,500名の派遣を認めた。
しかし、それでも状況は改善されなかったため、12月3日に国際連合安全保障理事会決議794が採択された。国際連合憲章第7章に基づき、加盟国に対し人道支援を可能とする安全な環境構築のため、必要なあらゆる措置の実施権限の付与を行なっている。これにより、アメリカ軍を主力とする多国籍軍・統合任務部隊（Unified Task Force, UNITAF）が編成され、12月9日に現地に上陸を開始した。UNITAFは人道支援組織の防護を開始したことにより、人道支援活動は軌道に乗り始めた。
事務総長は、より強制力を持って和平構築にあたることが有効と考え、1993年3月には安全保障理事会へUNITAFの国連指揮下への移管、UNOSOMの権限拡大・強制力付与を求める報告を提出した。安全保障理事会はこれを受けて、3月26日に国際連合安全保障理事会決議814を採択、第二次国際連合ソマリア活動(UNOSOM II)を設立することとなった。